# Bohdan Cymbal
Bohdan Vitalijovyč Cymbal (in ucraino Богдан Віталійович Цимбал?; Sumy, 9 agosto 1997) è un biatleta ucraino.

## Biografia
Ha debuttato in Coppa del Mondo il 10 gennaio 2020 a Oberhof (106º in una sprint), ai campionati mondiali ad Anterselva 2020  (67º nella sprint). L'anno dopo ai mondiali di Pokljuka 2021 ha concluso 30º nella sprint, 18º nell'inseguimento e 5º nella staffetta. Ha rappresentato per la prima volta l'Ucraina ai Giochi olimpici invernali a Pechino 2022, classificandosi 66º nella sprint, 55º nell'individuale e 9º nella staffetta; ai Mondiali di Oberhof 2023 si è classificato 29º nella sprint, 40º nell'inseguimento, 39º nell'individuale e 13º nella staffetta.

## Palmarès

### Europei
- 1 medaglia:
  - 1 bronzo (staffetta mista a Duszniki-Zdrój 2021)

### Coppa del Mondo
- Miglior piazzamento in classifica generale: 57º nel 2023